# Conjuration d'Amboise
 (août 2024).

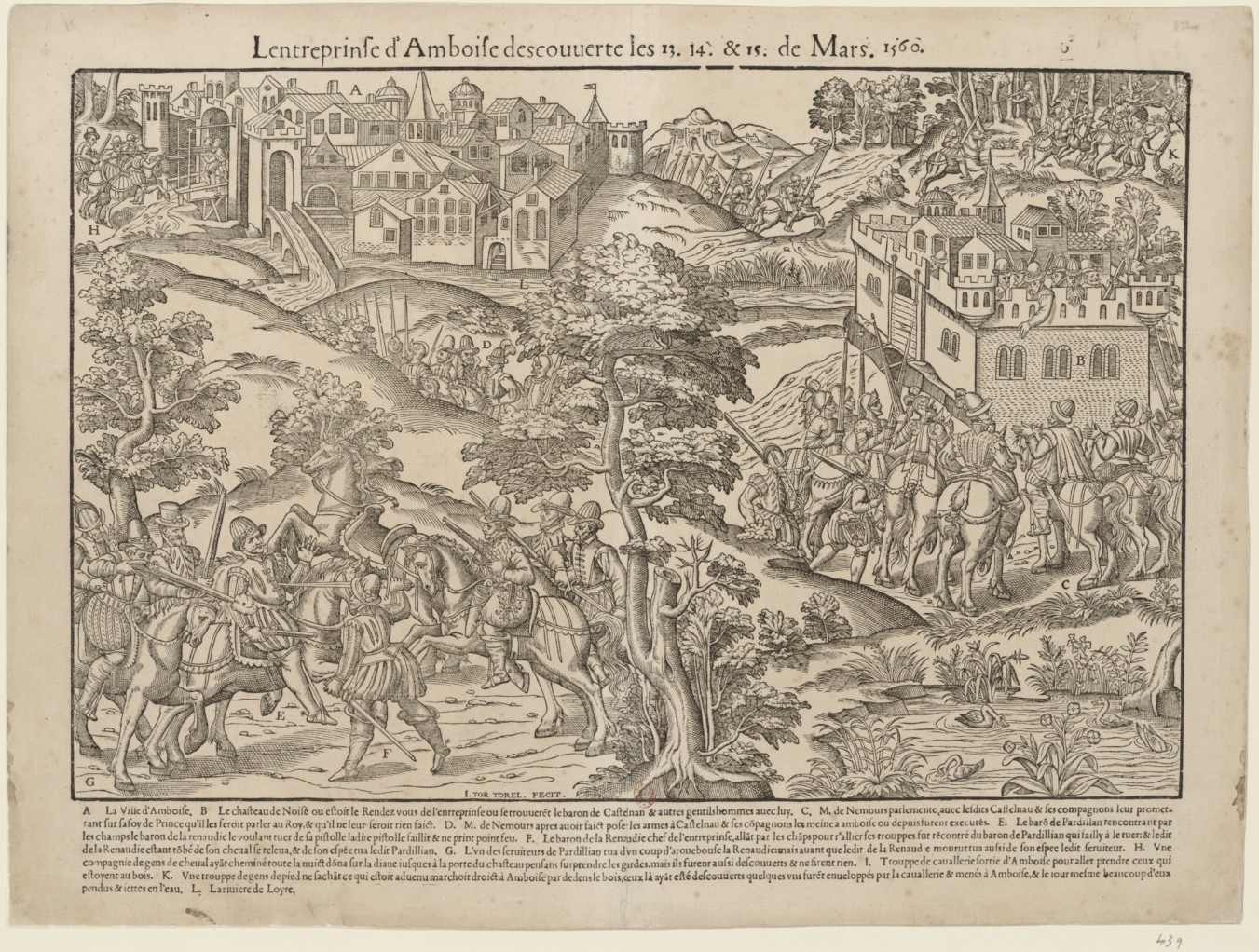
L'entreprise d'Amboise, découverte les 13, 14 et 15 mars 1560.
Gravure de Tortorel et Perrissin, série des Quarante Tableaux, vers 1570.
Sur la droite le Château de Noizay.

La conjuration d'Amboise, ou tumulte d'Amboise, qui a lieu en mars 1560, est une tentative d'enlèvement du roi François II, organisée par un groupe de gentilshommes protestants, dans le but de soustraire le roi à l'influence des Guise, famille hostile au protestantisme. 
Cet événement annonce les guerres de Religion qui commencent peu après (1562-1598).

## Contexte

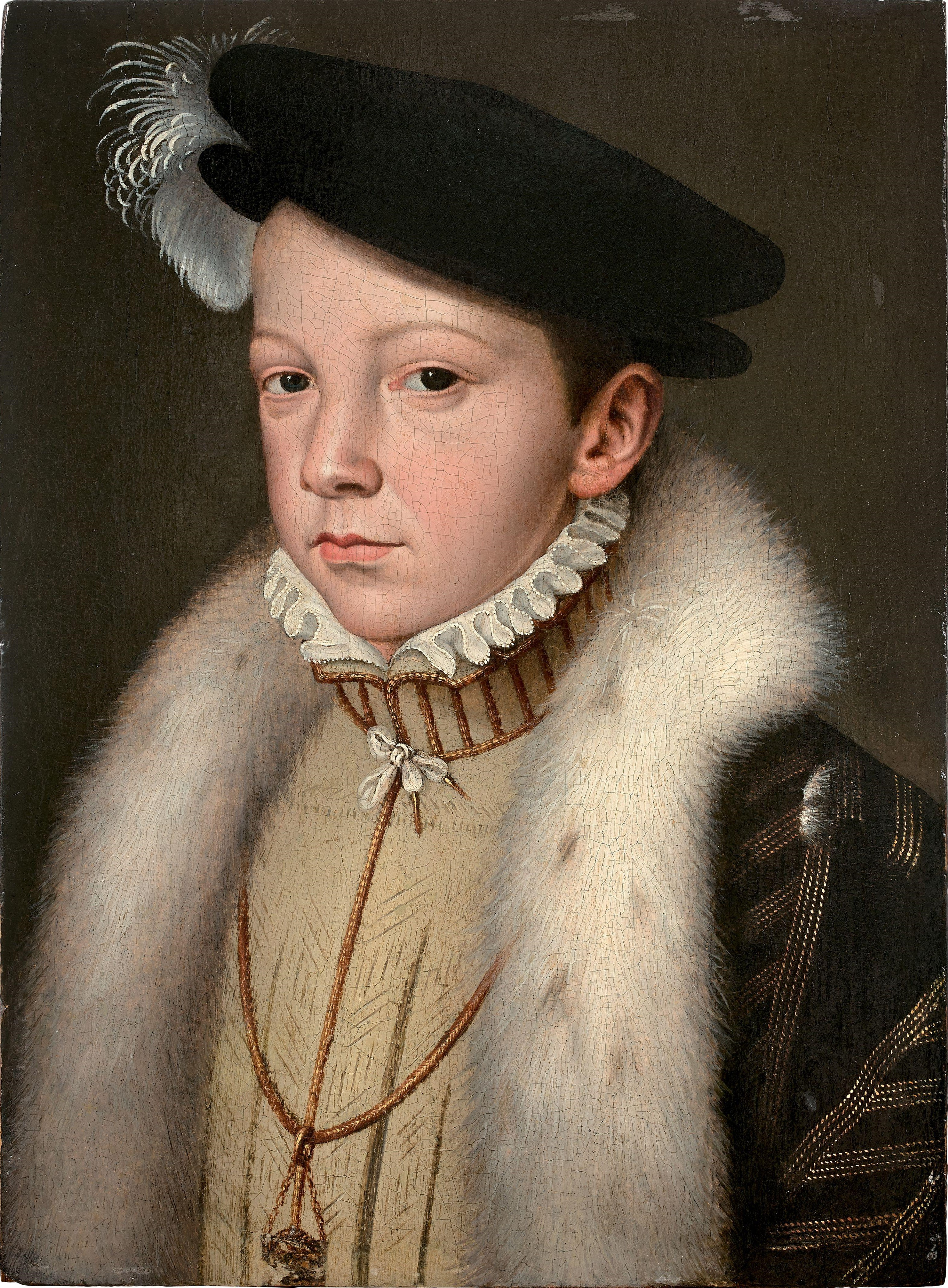
François II

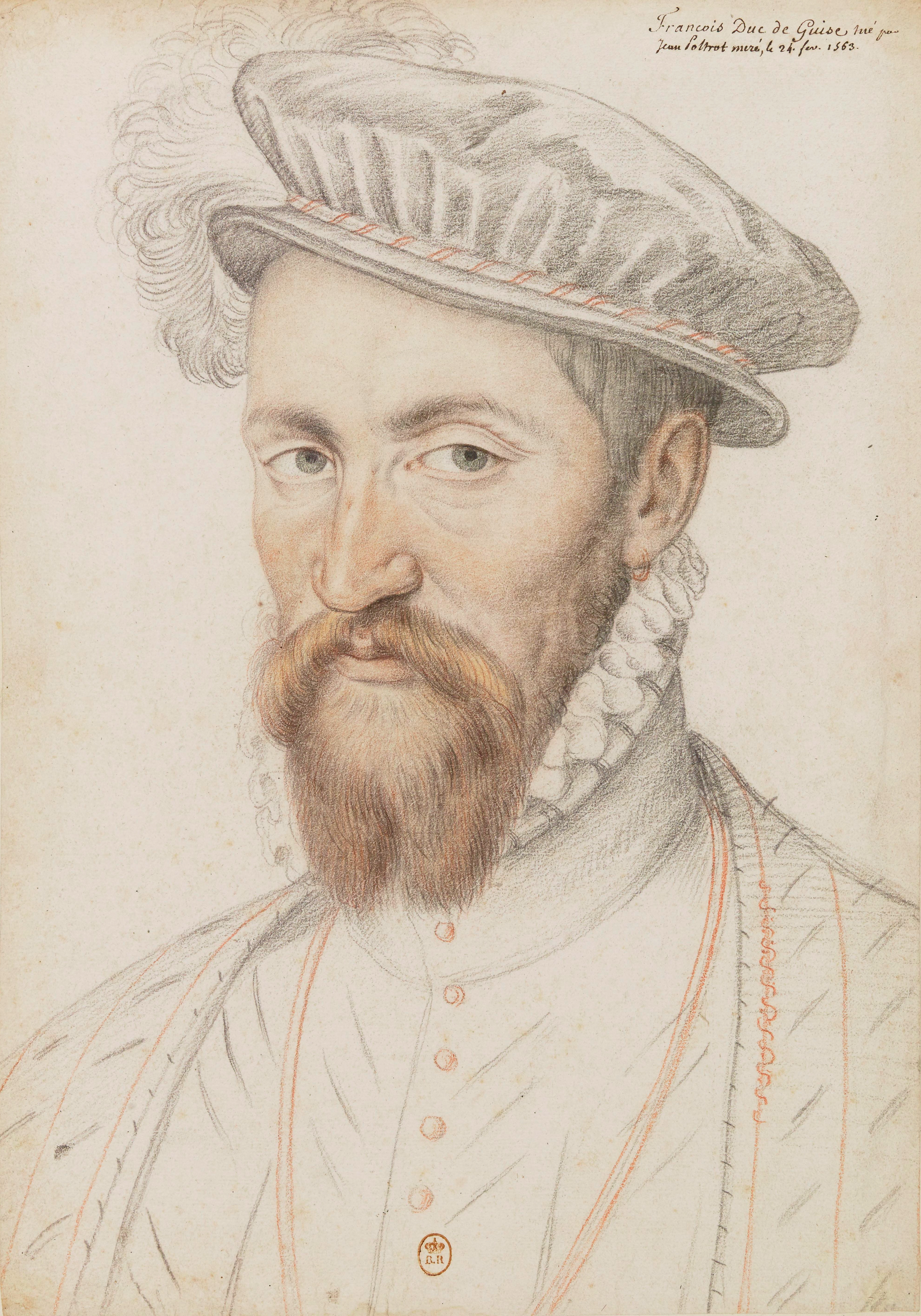
Le duc François de Guise.

À la suite de la mort du roi Henri II le 10 juillet 1559, les protestants espèrent obtenir la fin de la répression qu'il a menée durant son règne, mais le nouveau roi, François II (1544-1560), confie la première place dans le gouvernement aux Guise, au détriment des Bourbons, pourtant princes du sang, ainsi que des Montmorency. 
Le duc François de Guise et son frère le cardinal Charles de Lorraine, oncles maternels de la reine de France Marie Stuart, fille de Marie de Guise, ont par son intermédiaire une forte influence sur le roi. Se considérant comme les garants en France de la religion catholique, ils sont partisans d'une politique de fermeté envers la religion réformée, notamment en s'appuyant sur l'édit d'Écouen du 2 juin 1559. Le supplice d'Anne du Bourg, conseiller au Parlement de Paris, en décembre 1559 marque leur détermination.
Pour se débarrasser des Guise, les protestants comptent sur les deux princes du sang, Antoine de Bourbon et son frère le prince Louis de Condé. Acquis aux idées de la Réforme (Louis plus qu'Antoine, mais celui-ci est l'époux de Jeanne d'Albret, reine de Navarre, calviniste convaincue), ces deux princes ont la légitimité pour gouverner le royaume, mais, à ce moment, ils n'envisagent pas de se mettre en conflit ouvert avec la cour. 
Devant leur passivité, un groupe de gentilshommes de province décident alors de prendre les choses en main : ils organisent un complot pour s'emparer du roi et de sa famille par la force.

## Le complot

### Préparation
Le chef de la conjuration est Jean du Barry, seigneur de La Renaudie, gentilhomme périgourdin, très hostile aux Guise depuis l'exécution de son beau-frère Gaspard de Heu en 1558. 
Il associe à son projet des nobles originaires de toute la France, comme le baron Charles de Castelnau-Tursan, François Bouchard d'Aubeterre, Edme de Ferrière-Maligny, les capitaines Mazères, Sainte-Marie, Lignières et Cocqueville, Jean d'Aubigné, père d'Agrippa, Jean Hotman, Ardoin des Porcelets de Maillane, François de Barbançon, Charles de La Garaye, René de la Rouveraye.
Paulon de Mauvans, dont le frère a été exécuté, rallie les huguenots de Provence à Mérindol, le 12 février 1560, promet 2 000 hommes et en envoie 100 à Nantes où les conjurés doivent se réunir.
Sont également associés plusieurs bourgeois des villes d'Orléans, Tours et Lyon. 
Le 1er février 1560, les conjurés se réunissent à Nantes pour mettre au point un plan.

### L'attitude réservée des chefs protestants
Les principales personnalités du protestantisme français sont au minimum réservées. 
Jean Calvin et la plupart des pasteurs protestants, refusant la voie de la violence, condamnent le projet des conjurés. 
L'amiral Gaspard de Coligny empêche la noblesse protestante de Normandie de s'y associer. 
Le prince de Condé, désigné par la formule « le capitaine muet » dans les lettres des conjurés, refuse de participer directement à la conjuration, bien que, séjournant à Orléans, il envisage d'en recueillir les fruits[réf. nécessaire], le cas échéant.

### La réaction des Guise

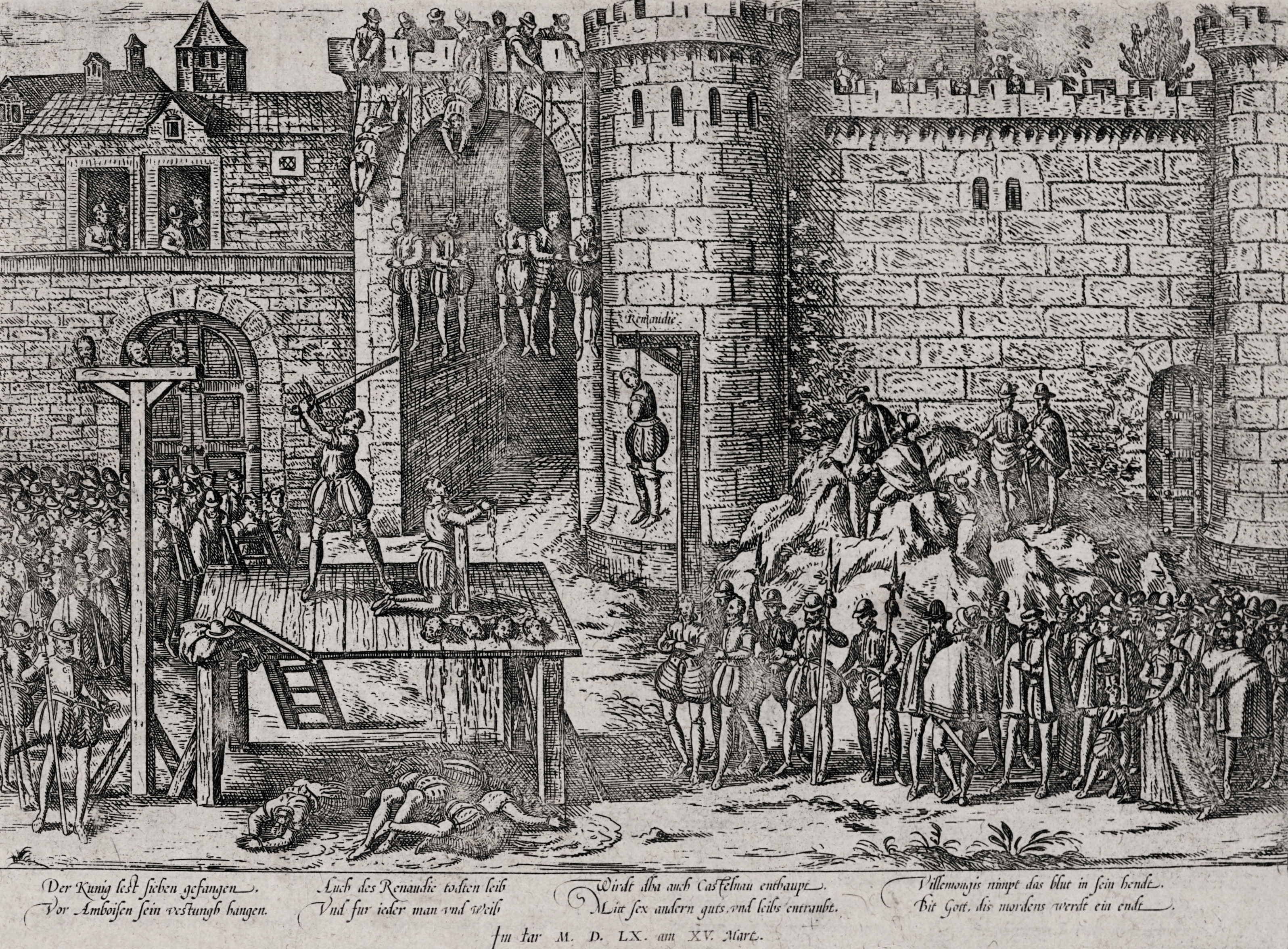
L'exécution des conjurés.
Gravure de Frans Hogenberg, d'après Tortorel et Perrissin.

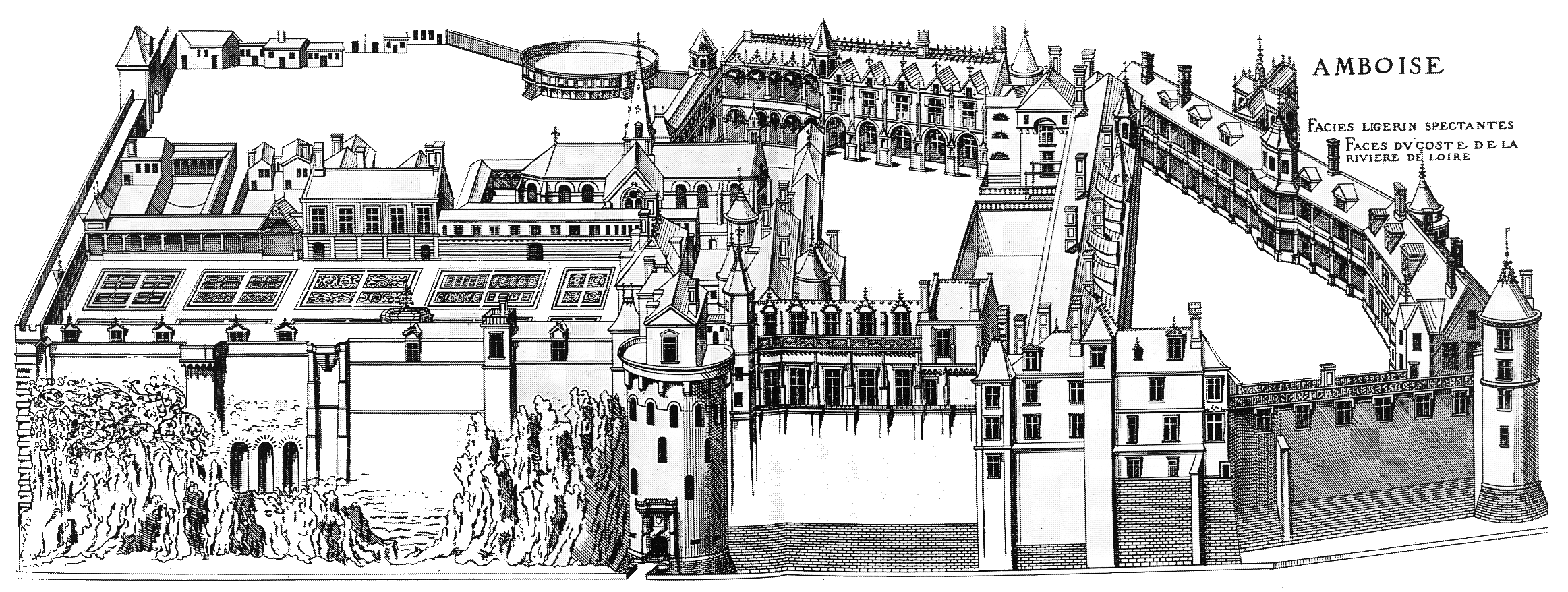
Le château tel qu'il était à l'époque.

Au cours du mois de février, les Guise reçoivent des avertissements concernant l'existence d'un complot. Ils pensent tout d'abord qu'il s'agit d'une opération fomentée à l'étranger. 
Le 12 février, ils reçoivent des informations plus complètes de Pierre des Avenelles, un avocat parisien. 
Le 22 février, ils décident de transférer le roi et la cour du château de Blois à celui d'Amboise, mieux protégé. Les défenses du château sont renforcées.
Les conjurés, dont l'action avaient été prévue pour le 1er mars 1560, la remettent au 16 mars. Grâce à des complicités sur place, certains conjurés arrivés en avance préparent l'arrivée du gros des troupes protestantes.
Les Guise font fouiller les alentours d'Amboise, et des arrestations de groupes d'hommes désorientés se multiplient à partir du 10 mars. Mal encadrés, les protestants se laissent prendre pacifiquement, car ils sont venus exprimer au roi leurs doléances. François II est d'abord enclin à la clémence, et les fait relâcher en leur ordonnant de retourner chez eux.
Puis, le 14 mars, a lieu une rencontre fortuite dans un faubourg de Tours entre le comte de Sancerre, chargé par le roi de la sécurité de la ville, et le baron de Castelnau, responsable des forces rebelles du secteur ouest. L’accrochage met la cour en alarme dans la nuit du 14 au 15 mars.

### L'échec et la répression
Le 17 mars, l'attaque surprise des huguenots commandés par Bertrand de Chandieu, frère du pasteur Antoine de Chandieu, effraie la cour[réf. nécessaire]. Les rebelles, rapidement neutralisés, sont punis avec une extrême sévérité. Ils sont pour la plupart pendus aux balustrades du château, les autres sont noyés dans la Loire ou massacrés par la foule. 
Le 19 mars, Jean du Barry est tué dans la forêt de Château-Renault. Son corps, ramené à Amboise, est d'abord attaché à une potence sur le pont avec une pancarte indiquant « chef des rebelles » ; il est ensuite coupé en cinq morceaux qui sont exposés aux portes de la ville. 
Au total, la répression fait entre 1 200 et 1 500 morts,.

### Suites
Le 17 mars, le roi François II confie au duc de Guise la charge de lieutenant général du royaume.
Le prince Louis de Condé quitte Orléans pour le sud du royaume. Mais, venu assister aux États généraux de 1560, il est arrêté, en même temps que le vidame de Chartres, François de Vendôme. 
La mort de François II le 5 décembre 1560 met fin à l'emprise des Guise sur le gouvernement : Charles IX étant mineur, une régence est instaurée, confiée à la reine-mère, Catherine de Médicis, au détriment d'Antoine de Bourbon, premier prince du sang, frère aîné de Louis de Condé. En contrepartie de cette éviction, la procédure contre Condé est annulée et il est libéré le 20 décembre.
Les États généraux, qui se tiennent du 13 décembre 1560 au 30 janvier 1561, optent pour une politique de réconciliation entre catholiques et protestants, symbolisée par la personnalité du chancelier Michel de l'Hospital.

## La conjuration d'Amboise dans la littérature
- Honoré de Balzac donne sa version de cet épisode historique dans son étude Sur Catherine de Médicis (1842) (éditions Furne, volume 15 des études philosophiques, pp. 537, 539, 542-546, 548-550).
- Alexandre Dumas l'évoque dans La Reine Margot (1845), ainsi que dans Les Deux Diane (1846).

### Sources d'époque
- Théodore Agrippa d'Aubigné, Histoire universelle, tome 1, (édité par André Thierry), Genève, Droz, 1981-2000, Chapitre XVII, « Entreprise d'Amboise et ce qui s'ensuit », p. 268-278.

#### Ouvrages généraux (guerres de religion)
- Pierre Miquel, Les Guerres de Religion, Paris, Fayard, 1980, 596 p. (ISBN 978-2-21300-826-4, OCLC 299354152, présentation en ligne).
- Éric Durot, François de Lorraine, duc de Guise, entre Dieu et le roi, Paris, Classiques Garnier, coll. « Bibliothèque d'histoire de la Renaissance » (no 1), 2012, 884 p. (ISBN 978-2-8124-0610-2, présentation en ligne), chap. IX à XI, [présentation en ligne], [présentation en ligne].
- Arlette Jouanna, Le Devoir de révolte : la noblesse française et la gestation de l'État moderne, 1559-1661, Paris, Fayard, coll. « Nouvelles études historiques », 1989, 504 p. (ISBN 2-213-02275-5, présentation en ligne), [présentation en ligne], [présentation en ligne], [présentation en ligne].
- Arlette Jouanna, « Le thème polémique du complot contre la noblesse lors des prises d'armes nobiliaires sous les derniers Valois », dans Yves-Marie Bercé et Elena Fasano Guarini (dir.), Complots et conjurations dans l'Europe moderne : actes du colloque international, Rome, 30 septembre-2 octobre 1993, Rome, Publications de l'École française de Rome, coll. « Collection de l'École française de Rome » (no 220), 1996, 773 p. (ISBN 2-7283-0362-2, lire en ligne), p. 475-490.
- Arlette Jouanna, Jacqueline Boucher, Dominique Biloghi et Guy Le Thiec, Histoire et dictionnaire des guerres de religion, Paris, Robert Laffont, coll. « Bouquins », 1998, 1526 p. (ISBN 2-221-07425-4, présentation en ligne).
- Louis-Raymond Lefèvre, Les Français pendant les guerres de religion : le Tumulte d'Amboise, Paris, Gallimard, 1949, 255 p.
- (en) Philip Benedict, Season of Conspiracy : Calvin, the French Reformed Churches, and Protestant Plotting in the Reign of Francis II (1559-60), Transactions of the American Philosophical Society, vol. 108, 2019,  (ISBN 978-1-60618-085-3).

#### Travaux spécifiques sur la conjuration
- Henri Naef, La Conjuration d'Amboise et Genève, Genève, A. Jullien, Georg et Cie, 1922, 407 p. (présentation en ligne)Extrait des Mémoires et documents publiés par la Société d'histoire et d'archéologie de Genève, t. XXXII.
- Lucien Romier, La Conjuration d'Amboise : l'aurore sanglante de la liberté de conscience, le règne et la mort de François II, Paris, Librairie académique Perrin et Cie, 1923, 290 p. (présentation en ligne).
- Elizabeth A. R. Brown, « La Renaudie se venge : l'autre face de la conjuration d'Amboise », dans Yves-Marie Bercé et Elena Fasano Guarini (dir.), Complots et conjurations dans l'Europe moderne : actes du colloque international, Rome, 30 septembre-2 octobre 1993, Rome, Publications de l'École française de Rome, coll. « Collection de l'École française de Rome » (no 220), 1996, 773 p. (ISBN 2-7283-0362-2, lire en ligne), p. 451-474.
- Henri Clavier, « La conjuration d'Amboise vue de Strasbourg », Bulletin philologique et historique jusqu'à 1610 du Comité des travaux historiques et scientifiques, Paris, Bibliothèque nationale, vol. II « année 1968, Actes du 93e Congrès national des Sociétés savantes tenus à Tours »,‎ 1971, p. 829-844 (lire en ligne).
- Charles-Hippolyte Paillard, « Additions critiques à l'histoire de la conjuration d'Amboise », Revue historique, Paris, Librairie Germer Baillière et Cie, t. XIV,‎ septembre-décembre 1880, p. 61-108 ; 311-355 (lire en ligne).
- (it) Corrado Vivanti, « La congiura d'Amboise », dans Yves-Marie Bercé et Elena Fasano Guarini (dir.), Complots et conjurations dans l'Europe moderne : actes du colloque international, Rome, 30 septembre-2 octobre 1993, Rome, Publications de l'École française de Rome, coll. « Collection de l'École française de Rome » (no 220), 1996, 773 p. (ISBN 2-7283-0362-2, lire en ligne), p. 439-450.
- Serge Brunet, « Les milices dans la France du Midi au début des guerres de Religion (vers 1559-1564) », dans Serge Brunet et José Javier Ruiz Ibáñez (dir.), Les milices dans la première modernité, Rennes, Presses universitaires de Rennes, coll. « Histoire », 2015, 184 p. (ISBN 978-2-7535-4297-6, lire en ligne), p. 63-116.
- Serge Brunet, « La conjuration d’Amboise (16 mars 1560), Emmanuel-Philibert de Savoie et Genève », dans Stéphane Gal et Laurent Perrillat (dir.), La maison de Savoie et les Alpes : emprise, innovation, identification, XVe – XIXe siècle, Chambéry, Université Savoie Mont Blanc, Laboratoire LLSETI, coll. « Sociétés, religions, politiques » (no 32), 2016, 439 p. (ISBN 978-2-919732-37-1, lire en ligne), p. 303-336.